# Barbie: Tökéletes karácsony
A Barbie: Tökéletes karácsony vagy Barbie csodás karácsonya (eredeti cím: Barbie: A Perfect Christmas) egész estés amerikai 3D-s számítógépes animációs film, amelyet Terry Klassen és Mark Baldo rendezett. A forgatókönyvet Elise Allen írta, a zenéjét Becky Kneubuhl és Gabriel Mann szerezte, a producere Kevin Gamble és Gokul Kesavan.
Amerikában 2011. november 8-án adták ki DVD-n.

## Szereplők
| Szereplő        | Eredeti hang     | Eredeti énekhang | Magyar hang   | Magyar énekhang      | Leírás |
| --------------- | ---------------- | ---------------- | ------------- | -------------------- | --- |
| Barbie          | Diana Kaarina    | Jennifer Waris   | Csondor Kata  | Vágó Bernadett       | A négy testvér közül az első legidősebb, ő a legtapasztaltabb a négyük közül.                                                                   |
| Skipper         | Rachel Harrison  | Nevada Brandt    | Czető Zsanett | Kovácsovics Fruzsina | A négy testvér közül a második legidősebb, ő segít a legtöbbet Barbinenak.                                                                      |
| Stacie          | Lauren Lavoie    | Danielle Bessler | Károlyi Lili  | Károlyi Lili         | A négy testvér közül a harmadik legidősebb, legtöbbet ő neki kell Chalseare vigyáznia.                                                          |
| Chelsea         | Ashlyn Drummond  | Lucia Vecchio    | Koller Virág  | Koller Virág         | A négy testvér közül a legfiatalabb, nagyon szereti a plüsseit. Nagyon gyerekes viselkedésű, ha nem az van amit szeretne, mindenen megsértődik. |
| Christi Clauson | Maryke Hendrikse | Allie Feder      | Csuha Bori    | ?                    | A vendégfogadó New York közelében, együtt tölti a karácsonyt Barbieval és a testvéreivel.                                                       |